# Sokołda (sông)
```
Sokołda
 là một 
con sông
 ở phía đông 
Ba Lan
 ở 
Podlaskie Voivodeship
, một nhánh của sông Supraśl, với chiều dài 57,5 km và diện tích lưu vực là 464 km². 
```

## Phụ lưu
Các nhánh chính của Sokołda là: 
- Poganica
- Jałówka
- Kamionka